# Le Rêve

Bức tranh Le Rêve mô tả Marie-Thérèse Walter, nhân tình của danh họa Pablo Picasso

Le Rêve (có nghĩa là "Giấc mơ" trong tiếng Pháp) là một bức tranh sơn dầu có kích thước 130 x 97 cm được danh họa Pablo Picasso vẽ vào năm 1932, mô tả người tình 24 tuổi của Picasso là Marie-Thérèse Walter. Bức tranh được cho là vẽ vào buổi chiều ngày 24 tháng 1 năm 1932. Bức tranh được đấu giá bởi hãng Chirstie's vào năm 1997, với giá bán là 48.4 triệu đô-la Mỹ. Bức tranh được mua lại bởi Wolfgang Flöttl, người mà trước kia cũng mua bức tranh Chân dung bác sĩ Gachet của Vincent van Gogh.